# Вулиця Адама Міцкевича (Бучач)
Вулиця Міцкевича — вулиця в південно-східній частині міста Бучача (Тернопільська область). Починається від майдану Волі й закінчується на горі Федір. Носить ім'я польського поета Адама Міцкевича.

## Історія

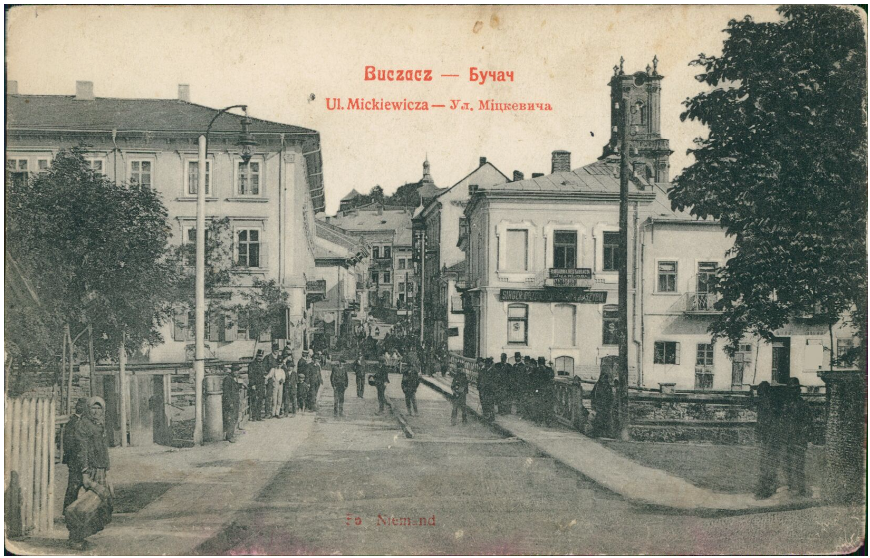
Початок вулиці до руйнування під час Першої світової війни

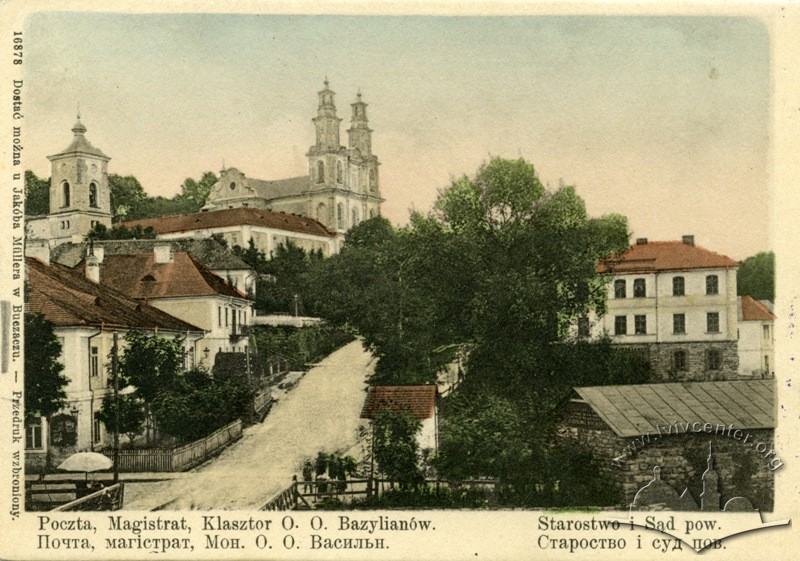
Вулиця Міцкевича на давній світлині

## Дотичні вулиці
Лівобічні: Шкільна 
Правобічні: Й. Аґнона, Т. Шевченка

## Архітектура

### Пам'ятки архітектури
Національного значення: Василіянський монастир: Здвиженська церква, Монастирські келії (північний корпус), Монастирські келії (південний корпус), Дзвіниця

## Навчальні заклади
- Бучацький колегіум імені святого Йосафата
- ПТУ-26 (Бучач)

## Установи
- Бучацький районний центр зайнятості (№ 2)
- районний відділ міліції (№ 6), Бучацький районний сектор ДМС України[1]
- районна прокуратура (№ 8а)
- районний суд (№ 11)[2]
- районний відділ юстиції

## Транспорт
Громадський транспорт вулицею не курсує. Найближчі зупинки є на вулиці Галицькій.